# Jihlava-Bosch Diesel
Jihlava-Bosch Diesel je železniční zastávka v Pávově, části města Jihlavy. Provoz zde byl zahájen v prosinci 2003.

## Provozní informace
V zastávce není možnost zakoupení si jízdenky, trať procházející zastávkou je elektrizovaná střídavým proudem 25 kV, 50 Hz. Provozuje ji Správa železnic.

## Doprava
Zastavují zde pouze osobní vlaky, které jezdí do Jihlavy, Tábora a Havlíčkova Brodu.